# 潘枝鴻
潘枝鴻（1958年10月25日—2014年11月），臺灣畫家，以油畫和水彩知名。潘氏為小兒麻痺患者，作品主題多以臺灣風土民情及人物像為主。

## 生平
西元1958年，潘枝鴻出生於屏東縣萬巒鄉新厝村加匏朗的馬卡道族家庭，父親潘尾得，母親潘春宇。九個月大時，母親揹著他在烈日之下工作，後來潘氏雙腳竟不能站立，母親四處求醫，最後被診斷出了小兒麻痺症。此變故促使了潘氏走上藝術之道。
潘氏就讀於佳佐國民學校（今佳佐國小）的期間，因畫了一張觀世音菩薩的畫像，受到眾人讚賞而產生濃厚的興趣，並在多次的比賽中獲得肯定而堅定了志向。五年級時，父親潘尾得接受建議，將他帶到潮州鎮陳處世畫室正式習畫。萬巒國中畢業後，潘氏在西元1974年進入國立屏東高級中學就讀，寄居在屏東市，並向何文杞學西畫，劉子仁學國畫。潘氏就讀國立藝專（今臺灣藝術大學）美術科西畫組期間，於油畫和水彩用功甚深，曾獲全省學生美展大專組西畫第一名、全省美展優選等榮獎，並在賴武雄教授的門下奠定了扎實的人像畫技巧，並在西元1981年以第一名的成績畢業。
畢業之後，潘氏先在室內設計公司任職兩年，後來經萬巒國中恩師呂見達校長的引薦，進入民生家商任教繪畫與廣告設計。因其優異的指導表現而被延攬進屏東農專（今屏東科技大學）擔任講師，之後也在樹德科技大學擔任流行設計科的教師。西元1984年開始，潘氏在屏東市開辦畫室坐作育英才，也曾擔任屏東縣美術協會會長。
西元2014年起，潘氏身體狀況欠佳，於11月去世，享年57歲。

## 家庭
潘枝鴻有一姊一妹，也因行動不便的因素，無法農耕，由父親和大姐負責，但家人依然全力支持他的藝術道路：除了父母親的鼓勵與資助以外，其妹也招贅讓家裡的農地有人繼承耕種，讓潘氏無後顧之憂在外發展事業。潘氏於西元1988年結婚，妻子是美濃客家人，也熱愛繪畫。兩人育有一子一女，長女於西元1989年出生，在國外任職；長男在西元1991年出生，也是藝術與設計領域的工作者。